# ریپالتا کرماسکا

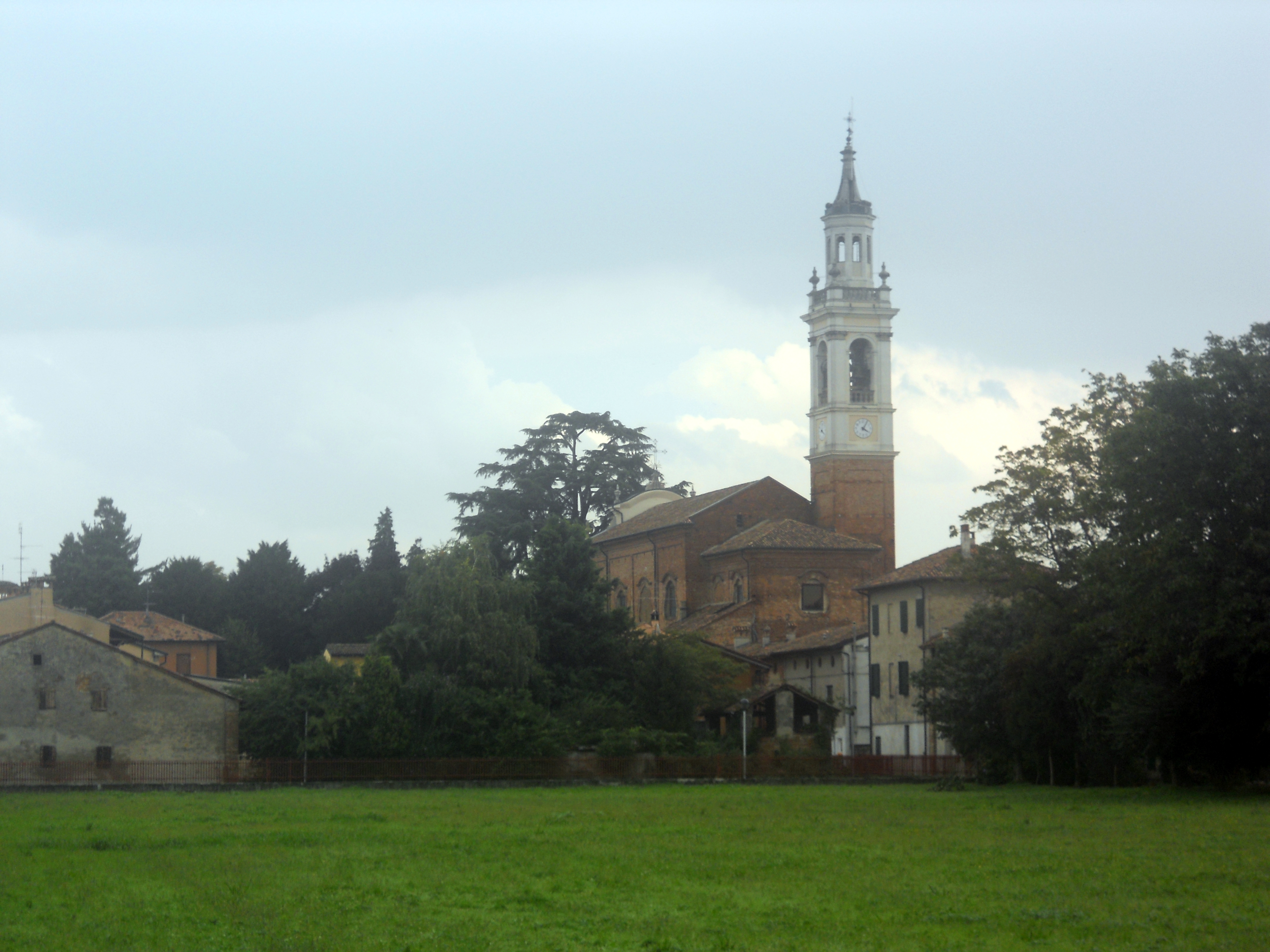
ریپالتا کرماسکا

ریپالتا کرماسکا (به ایتالیایی: Ripalta Cremasca) یک کومونه در ایتالیا است که در استان کریمونا واقع شده‌است. ریپالتا کرماسکا ۱۱٫۸ کیلومتر مربع مساحت و ۳٬۲۵۲ نفر جمعیت دارد.